# أورسولا لافي
أورسولا لافي (بالإنجليزية: Ursula Levy)‏ هي كاتِبة أمريكية، ولدت في 11 مايو 1935 في أوسنابروك في ألمانيا.